# Aiden Curtiss
Aiden Deborah Curtiss (Westminster, Inglaterra; 14 de febrero de 1998) es una modelo británica-estadounidense.

## Primeros años
Curtiss nació en Westminster, Inglaterra, el 14 de febrero de 1998, siendo hija de la modelo Katoucha Niane y el diseñador de ropa masculina Nigel Curtiss. Se mudó a Nueva York cuando tenía 9 años.
Es hijastra de la vicepresidenta ejecutiva de relaciones públicas de Victoria's Secret, Monica Mitro.

## Carrera
Curtiss ha modelado para Zac Posen, Marc Jacobs, Miu Miu, Stella McCartney, Dolce & Gabbana, Fendi, Balmain, Versace, Zuhair Murad, Roland Mouret, Thom Browne, Off-White, Anna Sui, Missoni, Prabal Gurung y Bottega Veneta.
Ha aparecido en editoriales para Vogue Italia, Vogue Japón y Vogue Holanda.
En 2017, por primera vez participó en el Victoria's Secret Fashion Show en Shanghái, China.